# The TENSE
 《TAEYEON CONCERT – The TENSE》 是韓國女歌手和知名女團少女時代的隊長太妍的第五次世界巡迴演唱會，太妍台北場演唱會在大巨蛋舉行創下第一位的明星紀錄，同時這也是第六次個人演唱會，亦是太妍繼2023年的《TAEYEON Concert – The ODD Of LOVE》時隔約1年7個月的時間再度舉辦個人演唱會。該巡演於2025年3月7日韓國首爾開始，於2025年6月7日在香港結束。

## 概要
2025年1月7日，SM娛樂公佈太妍將舉辦第六次的個人巡迴演唱會，同時公佈演唱會海報和巡迴行程表。3月7日至9日在首爾奧林匹克體操競技場舉辦3天演唱會，預計前往台北、馬尼拉、雅加達、澳門、新加坡、曼谷、香港等8個城市舉行。
2025年3月16日，太妍在臺北大巨蛋舉辦演唱會，是太妍首次舉辦超過四萬人的演唱會場地。太妍成為第一位登上大巨蛋的世界級明星。
2025年4月12日，太妍將在印尼體育館舉辦演唱會，太妍成為第一位登上印尼體育館的韓國個人歌手。
2025年4月26日及27日，太妍將在威尼斯人綜藝館舉辦演唱會，是太妍首次在澳門舉行個人演唱會。3月17日，宣佈加開4月27日於澳門的演唱會。
2025年4月17日，因設備問題，日本場宣布取消演出。

## 門票賣完
韓國流行文化流行全世界，2025年太妍世界巡迴演唱會的各地門票都在極短時間全部賣完。
首爾場門票預售方面，分為粉絲俱樂部會員購票和一般售票均透過購票系統Melon Ticket網站販售。1月14日晚間8點為粉絲俱樂部會員優先購買時段，一般售票為1月16日晚間8點。1月15日，SM娛樂表示「首爾演唱會三場的門票在會員購票期間皆全部售完。」。

## 演出時間表
| 日期          | 國家 / 地區  | 城市   | 出演場地               |
| ------------- | ------------ | ------ | ---------------------- |
| 2025年3月7日  |              | 首爾   | 首爾奧林匹克體操競技場 |
| 2025年3月8日  |              | 首爾   | 首爾奧林匹克體操競技場 |
| 2025年3月9日  |              | 首爾   | 首爾奧林匹克體操競技場 |
| 2025年3月16日 | 臺灣         | 臺北   | 臺北大巨蛋             |
| 2025年3月29日 | 菲律賓       | 馬尼拉 | 亞洲購物中心體育館     |
| 2025年4月12日 | 印度尼西亞   | 雅加達 | 印尼體育館             |
| 2025年4月19日 | 日本（取消） | 東京   | 有明體育館             |
| 2025年4月20日 | 日本（取消） | 東京   | 有明體育館             |
| 2025年4月26日 | 澳門         | 澳門   | 威尼斯人綜藝館         |
| 2025年4月27日 | 澳門         | 澳門   | 威尼斯人綜藝館         |
| 2025年5月3日  | 新加坡       | 新加坡 | 新加坡室內體育館       |
| 2025年5月4日  | 新加坡       | 新加坡 | 新加坡室內體育館       |
| 2025年5月31日 | 泰國         | 曼谷   | Impact Arena           |
| 2025年6月1日  | 泰國         | 曼谷   | Impact Arena           |
| 2025年6月7日  | 香港         | 香港   | 亞洲國際博覽館         |

## 演唱清單
以下演唱曲目以2025年3月7日的韓國首爾場為主，這次世界巡迴演唱會全程以Live Band形式演出。
Opening VCR
1. 〈Fabulous〉

VCR
1. 〈I〉
2. 〈Letter To Myself〉

Talk
1. 〈Blue Eyes〉
2. 〈Make Me Love You〉
3. 〈Heaven〉

VCR
1. 〈Hot Mess〉
2. 〈Cold As Hell〉
3. 〈INVU〉
4. 〈My Tragedy（월식）〉
5. 〈Melt Away〉
6. 〈To. X〉
7. 〈What Do I Call You〉

Talk
1. 〈Weekend〉
2. 〈Stress（스트레스）〉

舞者 介紹
1. 〈Why〉
2. 〈Baram x3〉
3. 〈Four Seasons（사계）〉
4. 〈Disaster〉
5. 〈Ending Credits〉

樂團 介紹
1. 〈Time Lapse〉
2. 〈All For Nothing〉
3. 〈Blur〉

Encore
1. 〈Curtain Call〉

Talk
1. 〈U R〉

## 製作
演出明星歌手
- 太妍

演出策劃和製作：
- SM Entertainment

主辦 / 承辦單位：
- 韓國場：SM Entertainment、CJ ENM [7]
- 台灣場：遠雄創藝 Farglory Creative [8]、YJ Partners [9]
- 菲律賓場：PULP Live World [10]
- 印尼場：Dyandra Global Edutainment [11]
- 澳門場：光尚娛樂 [12]
- 新加坡場：iMe SG [13]
- 泰國場：SM True
- 香港場：Rolemodel Entertainment [14]

售票單位：
- 首爾場：Melon Ticket [15]
- 台灣場：拓元售票系統
- 澳門場：Bookyay、金光票務、大麥網